# Henri de Saint-Nectaire
Pour les autres membres de la famille, voir Maison de Saint-Nectaire.
Henri Ier, seigneur de Saint-Nectaire, marquis de La Ferté-Nabert, né en 1573 et décédé le 4 janvier 1662 à Paris, est un général et diplomate français

## Biographie
Fils du marquis François de Saint-Nectaire, conseiller d'État et chevalier des ordres du roi, et de Jehanne de Laval, maîtresse du roi Henri III, il suit la carrière des armes.
Il sert en qualité de maréchal de camp dans l'armée du comte de Soissons à La Rochelle en 1622. Il est lieutenant général au gouvernement de Champagne.
Saint-Nectaire est ambassadeur en Angleterre de 1634 à 1637, puis à Rome. 
Il est par la suite ministre d’État et était chevalier des ordres du roi.
Il épouse en premières noces Marguerite de La Châtre, fille de Claude de La Châtre de La Maisonfort, dont il eut Henri II de La Ferté-Senneterre, puis en secondes noces Anne de Sully-Rosny, bâtarde de Maximilien II de Béthune.

## Sources
- Louis André, Claude Le Peletier, Michel Le Tellier et l'organisation de l'armée monarchique, 1980
- Anselme de Sainte-Marie, Ange de Sainte-Rosalie, Histoire de la Maison Royale de France, et des grands officiers de la Couronne,